# Elizabeth Darcy
Elizabeth Darcy, nome artístico de Natália Perez de Souza (São Carlos, 2 de dezembro de 1912 – São Paulo, 10 de janeiro de 2010), foi uma atriz e locutora brasileira. Era mãe da falecida atriz Verinha Darcy e Cecilia Maria e também do locutor Silvio Luiz.
Começou a sua carreira na antiga TV Paulista, Canal 5, como apresentadora e garota-propaganda. Depois foi para a TV Tupi. Na sua época, ela participou de importantes programas e chegou a ganhar mais de um Troféu Roquette Pinto como a melhor do ano.
Deixa  7 netos e 10 bisnetos
Ela sofreu um AVC cerca de quatro anos antes de sua morte, e desde então não falava e nem se locomovia mais.